# Halil Mutlu
Halil Mutlu (Kardzjali, 14 juli 1973) is een in Bulgarije geboren Turkse gewichtheffer. Hij is geboren als Halil Aliev. Halil Mutlu won drie Olympische kampioenschappen, vijf wereldkampioenschappen en negen Europese kampioenschappen. Daarnaast brak de 150 centimeter lange gewichtheffer meer dan 20 wereldrecords. De charismatische Turk is een geliefd persoon in zijn moederland. Zijn biografie vertoont veel overeenkomsten met die van een andere in Bulgarije geboren Turkse gewichtheffer, Naim Süleymanoğlu.

## Biografie
Halil Mutlu begon op 10-jarige leeftijd met de steun van zijn trainer Ibrahim Elmalı aan gewichtheffen. Na de val van het communisme in Bulgarije in 1989, vertrok Mutlu met zijn familie naar het moederland, Turkije. In 1992 nam hij deel aan de Olympische Spelen van dat jaar, waarin hij als vijfde eindigde. Twee jaar later, in 1994, werd Mutlu Europees en wereldkampioen gewichtheffen. Zijn eerste gouden medaille haalde hij tijdens de Spelen van 1996. Op dat moment was de kleine Turk al wereldkampioen en wereldrecordhouder. Tijdens de Spelen brak hij ook nog eens het record op het onderdeel trekken.
Mutlu behaalde verder zowel tijdens de Spelen van 2000 als tijdens de Spelen van 2004 de gouden medaille. Hiermee is hij samen met landgenoot Naim Süleymanoğlu en twee anderen, een van de vier gewichtheffers die drie gouden medailles hebben behaald in drie verschillende edities van de Olympische Spelen. Sinds 2002 kampt Mutlu met enkele blessures.
Op 20 april 2007 werd hij voor twee jaar geschorst door de International Weightlifting Federation (IWF) als gevolg van een positieve test op de anabole steroïde nandrolon.

## Prestaties
- Wereldkampioen bij de jongeren (1993).
- Vijfvoudig wereldkampioen (2003, 2001, 1999, 1998, 1994).
- Negenvoudig Europees kampioen (2005, 2003, 2001, 2000, 1999, 1997, 1996, 1995, 1994).
- 25 gouden medailles (8 Trekken, 8 Werpen, 9 Totaal) bij Europese kampioenschappen. Alleen gewichtheffer David Rigert heeft met zijn 27 gouden medailles vaker goud behaald.
- Een van de vier gewichtheffers met 3 gouden medailles tijdens verschillende edities van de Olympische Spelen.
- Strikt genomen onverslagen sinds 1996. Geen actieve gewichtheffer heeft Mutlu verslagen tijdens officiële wereldklasse-evenementen sinds 1996.
- Benoemd tot 'Sportman van het jaar 1999' in Turkije.
- Mutlu is een van zeven gewichtheffers die drie keer zijn eigen lichaamsgewicht kan optillen.

## Trivia
In Turkije wordt Mutlu Küçük Dev Adam genoemd, wat vertaald in het Nederlands Kleine Reus betekent. Zijn bijnaam refereert aan zijn lengte en kracht. Ook wordt hij weleens Küçük Naim (Kleine Naim) genoemd. Hier refereert men naar zijn idool Naim Süleymanoğlu.
1972: Zygmunt Smalcerz ·
1976: Aleksandr Voronin ·
1980: Kanybek Osmonalijev ·
1984: Zeng Guoqiang ·
1988: Sevdalin Marinov ·
1992: Ivan Ivanov ·
1996: Halil Mutlu
1948: Joseph Di Pietro ·
1952: Ivan Oedodov ·
1956: Charles Vinci ·
1960: Charles Vinci ·
1964: Aleksej Vachonin ·
1968: Mohammad Nassiri ·
1972: Imre Földi ·
1976: Norair Noerikjan ·
1980: Daniel Nuñez Aguiar ·
1984: Wu Shude ·
1988: Oksen Mirzojan ·
1992: Chun Byung-kwan ·
1996: Tang Lingsheng ·
2000: Halil Mutlu ·
2004: Halil Mutlu ·
2008: Long Qingquan ·
2012: Om Yun-chol ·
2016: Long Qingquan ·
2020: Li Fabin